# Phygadeuon nanus
Phygadeuon nanus là một loài tò vò trong họ Ichneumonidae.